# Kafr az-Zayyat
Kafr az-Zayyat (arabisch كفر الزيات Kafr az-Zayyāt, auch Kafr el Zayat oder El Zayat) ist eine Stadt in Ägypten.

## Geografie
Die Stadt liegt im Nildelta, im Gouvernement al-Gharbiyya, direkt an der Grenze zum Gouvernement al-Buhaira und nahe Tanta.
Die Stadt hat 74.549 Einwohner.

## Geschichte
Ein erster schwerer Eisenbahnunfall ereignete sich 1863 auf dem Nil-Trajekt bei Kafr az-Zayyat, als ein Salonwagen von dem Fährschiff rollte und in den Nil stürzte. Mehrere Menschen kamen ums Leben, darunter auch Angehörige der Herrscherfamilie.
Am 30. Januar 1954 ereignete sich im Bahnhof von Kafr az-Zayyat ein weiterer schwerer Eisenbahnunfall: Der ägyptische Staatspräsident, Muhammad Nagib, war angereist, um ein durch Feuer zerstörtes Dorf zu besuchen. Einwohner stürmten auf die Gleise, um ihn zu begrüßen. In die Menschenmenge fuhr ein Schnellzug von Kairo nach Alexandria hinein. Es soll sich um einen Triebwagen gehandelt haben. 28 Menschen starben. In ähnlicher Situation war es 1866 in Spanien zum Eisenbahnunfall von Daimiel gekommen.